# Premier Division 2002-2003 (Sudafrica)
La Premier Division 2002-2003, nota come Castle Premiership 2002-2003 per motivi di sponsorizzazione, è stata la 7ª edizione della massima serie del campionato sudafricano, disputata con 16 squadre tra agosto 2002 e maggio 2003. Il titolo è stato conquistato dagli Orlando Pirates, al secondo successo in era PSL.
Il capocannoniere è stato Lesley Manyathela con 18 reti.

## Stagione

### Novità
Al termine della stagione 2001-2002 retrocessero AmaZulu e Tembisa Classic. Furono promosse dalla National First Division 2001-2002 le squadre African Wanderers e Bush Bucks.
La Premier Soccer League decise di ridurre il numero di squadre partecipanti da 18 a 16, per ridurre i costi e favorire la competitività della lega. Il Polokwane City ed il Ria Stars sono uscite come volontarie dalla lega, ricevendo un compenso di 8 milioni di Rand.

### Formula
Le 16 squadre disputarono un girone all’italiana con partite di andata e ritorno (30 giornate). La prima classificata fu campione del Sudafrica e si qualificò alla CAF Champions League 2004; altre squadre parteciparono a competizioni continentali in base al piazzamento e ai risultati della coppa nazionale.

## Squadre partecipanti
- African Wanderers
- Ajax Cape Town
- Black Leopards
- Dynamos
- Hellenic
- Jomo Cosmos
- Kaizer Chiefs
- Golden Arrows
- M. Sundowns
- Manning Rangers
- Moroka Swallows
- Orlando Pirates
- Santos Cape Town
- SuperSport Utd
- Umtata Bucks
- Wits University

## Classifica
|                      | Pos. | Squadra           | Pt | G  | V  | N  | P  | GF | GS | DR  |
| -------------------- | ---- | ----------------- | -- | -- | -- | -- | -- | -- | -- | --- |
| Sudafrica (bandiera) | 1.   | Orlando Pirates   | 61 | 30 | 18 | 7  | 5  | 41 | 16 | +25 |
|                      | 2.   | SuperSport Utd    | 55 | 30 | 16 | 7  | 7  | 54 | 37 | +17 |
|                      | 3.   | Wits University   | 54 | 30 | 15 | 9  | 6  | 39 | 29 | +10 |
|                      | 4.   | Moroka Swallows   | 53 | 30 | 15 | 8  | 7  | 52 | 36 | +16 |
|                      | 5.   | Golden Arrows     | 51 | 30 | 15 | 6  | 9  | 33 | 27 | +6  |
|                      | 6.   | Kaizer Chiefs     | 50 | 30 | 14 | 8  | 8  | 42 | 26 | +16 |
|                      | 7.   | Dynamos           | 40 | 30 | 12 | 4  | 14 | 39 | 37 | +2  |
|                      | 8.   | Jomo Cosmos       | 40 | 30 | 10 | 10 | 10 | 33 | 34 | −1  |
|                      | 9.   | Santos Cape Town  | 39 | 30 | 11 | 6  | 13 | 33 | 28 | +5  |
|                      | 10.  | M. Sundowns       | 39 | 30 | 11 | 6  | 13 | 30 | 30 | 0   |
|                      | 11.  | Black Leopards    | 36 | 30 | 11 | 3  | 16 | 40 | 42 | −2  |
|                      | 12.  | Manning Rangers   | 35 | 30 | 9  | 8  | 13 | 31 | 39 | −8  |
|                      | 13.  | Ajax Cape Town    | 33 | 30 | 9  | 6  | 15 | 31 | 44 | −13 |
|                      | 14.  | Hellenic          | 33 | 30 | 10 | 3  | 17 | 33 | 47 | −14 |
|                      | 15.  | Umtata Bucks      | 31 | 30 | 8  | 7  | 15 | 29 | 47 | −18 |
|                      | 16.  | African Wanderers | 18 | 30 | 4  | 6  | 20 | 21 | 62 | −41 |

Legenda
      Campione del Sudafrica e ammessa alla CAF Champions League 2004.
      Ammessa alla Coppa CAF 2004.
      Retrocessa in National First Division 2003-2004.
Note:
Tre punti a vittoria, uno a pareggio, zero a sconfitta.